# África do Sul nos Jogos Olímpicos de Verão da Juventude de 2014
A África do Sul competiu nos Jogos Olímpicos de Verão da Juventude de 2014 em Nanquim, China, entre 16 e 28 de Agosto de 2014. Conquistou apenas uma medalha, nos 400 metros barreiras em atletismo feminino.

## Atletismo
A África do Sul qualificou sete atletas.
Legenda: Q=Final A (medalhas); qB=Final B (sem atribuição de medalhas); qC=Final C (sem medalhasl); qD=Final D (sem medalhas); qE=Final E (sem medalhas)
Rapazes
Provas de pista
| Atleta        | Evento | Mangas    | Mangas | Final       | Final       |
| Atleta        | Evento | Resultado | Class. | Resultado   | Class.      |
| ------------- | ------ | --------- | ------ | ----------- | ----------- |
| Ronald Rakaku | 100 m  | 11.72     | 25 qC  | Não começou | Não começou |

Provas de campo
| Atleta           | Evento            | Qualificação | Qualificação | Final     | Final  |
| Atleta           | Evento            | Distância    | Class.       | Distância | Class. |
| ---------------- | ----------------- | ------------ | ------------ | --------- | ------ |
| Jason van Rooyen | Arremesso de peso | 19.73        | 4 Q          | 19.82     | 4      |

Raparigas
Provas de pista
| Atleta           | Evento        | Qualificação | Qualificação | Final       | Final           |
| Atleta           | Evento        | Resultado    | Class.       | Resultado   | Class.          |
| ---------------- | ------------- | ------------ | ------------ | ----------- | --------------- |
| Taylon Bieldt    | 100 m hurdles | 14.18        | 13 qB        | Não começou | Não começou     |
| Gezelle Magerman | 400 m hurdles | 58.57        | 1 Q          | 57.91       | Medalha de ouro |

Provas de campo
| Atleta          | Evento              | Qualificação | Qualificação | Final     | Final  |
| Atleta          | Evento              | Distância    | Class.       | Distância | Class. |
| --------------- | ------------------- | ------------ | ------------ | --------- | ------ |
| Yolandi Stander | Arremesso de peso   | 14.62        | 14 qB        | 14.45     | 12     |
| Leandri Geel    | Lançamento de disco | 46.29        | 7 Q          | 46.05     | 6      |
| Jo-Ane van Dyk  | Lançamento de dardo | 52.60        | 3 Q          | 48.93     | 7      |

## Canoagem
A África do Sul qualificou uma embarcação com base nos seus resultados nos Mundiais Juniores de Canoagem de Velocidade e Slalom de 2013.
Raparigas
| Atleta       | Evento    | Qualificação | Qualificação | Repescagem | Repescagem | Oitavos-de-final | Oitavos-de-final | Quartos-de-final            | Meias-finais            | Final / BM              | Class.          |
| Atleta       | Evento    | Tempo        | Class.       | Tempo      | Class.     | Tempo            | Class.           | Adversária Resultadoado     | Adversária Resultadoado | Adversária Resultadoado | Class.          |
| ------------ | --------- | ------------ | ------------ | ---------- | ---------- | ---------------- | ---------------- | --------------------------- | ----------------------- | ----------------------- | --------------- |
| Donna Hutton | K1 slalom | 1:38.749     | 15 R         | 1:34.219   | 5 Q        | 1:33.727         | 13               | Não foi apurada             | Não foi apurada         | Não foi apurada         | Não foi apurada |
| Donna Hutton | K1 sprint | 1:54.376     | 6 Q          | —          | —          | 1:54.976         | 7 Q              | KAZ Kaltenberger L 1:50.743 | Não foi apurada         | Não foi apurada         | 5               |

## Ciclismo
A África do Sul qualificou uma equipa masculina e outra feminina com base na sua classificação no ranking publicado pela UCI.
Equipa
| Atletas                        | Evento             | Eliminatórias BTT | Eliminatórias BTT | Contra-relógio | Contra-relógio | Contra-relógio | BMX    | BMX    | Corrida BTT | Corrida BTT | Corrida BTT | Corrida de estrada | Corrida de estrada | Corrida de estrada | Pontos totais | Class. |
| Atletas                        | Evento             | Class.            | Pontos            | Tempo          | Class.         | Pontos         | Class. | Pontos | Tempo       | Class.      | Pontos      | Tempo              | Class.             | Pontos             | Pontos totais | Class. |
| ------------------------------ | ------------------ | ----------------- | ----------------- | -------------- | -------------- | -------------- | ------ | ------ | ----------- | ----------- | ----------- | ------------------ | ------------------ | ------------------ | ------------- | ------ |
| Alex Limberg Ivan Venter       | Equipas masculinas | 18                | 0                 | 5:20.24        | 12             | 6              | 4      | 100    | 1:01:05     | 13          | 4           | DNF 1:37:18        | 1                  | 100                | 210           | 6      |
| Relebohile Pebane Maia Rawlins | Equipas femininas  | 16                | 1                 | 7:42.32        | 29             | 0              | 4      | 100    | −2 laps     | 27          | 0           | DNF 1:28:19        | 54                 | 0                  | 101           | 13     |

Estafeta mista
| Atletas                                                 | Evento            | Corrida BTT feminina | Corrida BTT masculina | Corrida de estrada masculina | Corrida de estrada feminina | Tempo total | Class. |
| ------------------------------------------------------- | ----------------- | -------------------- | --------------------- | ---------------------------- | --------------------------- | ----------- | ------ |
| Relebohile Pebane Alex Limberg Ivan Venter Maia Rawlins | Revezamento misto | 4:11                 | 3:40                  | 5:37                         | 7:30                        | 20:58       | 28     |

## Golfe
A África do Sul qualificou uma equipa de dois atletas, com base na sua posição nos Rankings Amadores da IGF a 8 de Junho de 2014.
Individual
| Atleta          | Evento    | 1ª Ronda | 1ª Ronda | 2ª Ronda       | 2ª Ronda       | 2ª Ronda       | 3ª Ronda       | 3ª Ronda       | 3ª Ronda       | Total          | Total          |
| Atleta          | Evento    | Pontos   | Class.   | Pontos         | Total          | Class.         | Pontos         | Total          | Class.         | Pontos         | Class.         |
| --------------- | --------- | -------- | -------- | -------------- | -------------- | -------------- | -------------- | -------------- | -------------- | -------------- | -------------- |
| Kyle McClatchie | Masculino | 81       | 29       | 73             | 154            | 12             | 72             | 226            | 12             | 226            | 25             |
| Kaleigh Telfer  | Feminino  | 82       | 29       | Desqualificada | Desqualificada | Desqualificada | Desqualificada | Desqualificada | Desqualificada | Desqualificada | Desqualificada |

Equipas
| Atletas                        | Evento         | 1ª Ronda (Foursome) | 1ª Ronda (Foursome) | 2ª Ronda (Fourball) | 2ª Ronda (Fourball) | 2ª Ronda (Fourball) | 3ª Ronda (Batida individual) | 3ª Ronda (Batida individual) | 3ª Ronda (Batida individual) | 3ª Ronda (Batida individual) | Total  | Total  |
| Atletas                        | Evento         | Pontos              | Class.              | Pontos              | Total               | Class.              | Masc.                        | Femin.                       | Total                        | Class.                       | Pontos | Class. |
| ------------------------------ | -------------- | ------------------- | ------------------- | ------------------- | ------------------- | ------------------- | ---------------------------- | ---------------------------- | ---------------------------- | ---------------------------- | ------ | ------ |
| Kyle McClatchie Kaleigh Telfer | Equipas mistas | 65                  | 7                   | 78                  | 143                 | 28                  | 74                           | 73                           | 147                          | 17                           | 290    | 17     |

## Ginástica

### Ginástica artística
A África do Sul qualificou dois atletas com base nos resultados que obteve nos Campeonatos Africanos de Ginástica Artística de 2014.
Rapazes
| Atleta       | Evento       | Aparelho | Aparelho | Aparelho | Aparelho | Aparelho | Aparelho | Total  | Class. |
| Atleta       | Evento       | F        | PH       | R        | V        | PB       | HB       | Total  | Class. |
| ------------ | ------------ | -------- | -------- | -------- | -------- | -------- | -------- | ------ | ------ |
| Muhammad Mia | Qualificação | 12.150   | 12.150   | 10.800   | 12.150   | 9.750    | 11.300   | 68.300 | 36     |

Raparigas
| Atleta         | Evento       | Aparelho | Aparelho | Aparelho | Aparelho | Total  | Class. |
| Atleta         | Evento       | F        | V        | UB       | BB       | Total  | Class. |
| -------------- | ------------ | -------- | -------- | -------- | -------- | ------ | ------ |
| Mammule Rankoe | Qualificação | 10.400   | 12.350   | 11.250   | 10.600   | 44.600 | 33     |

### Ginástica rítimica
A África do Sul qualificou um atleta com base nos seus resultados nos Campeonatos Africanos de Ginástica Rítimica de 2014.
Individual
| Atleta           | Evento     | Qualificação | Qualificação | Qualificação | Qualificação | Qualificação | Qualificação | Final           | Final           | Final           | Final           | Final           | Final           |
| Atleta           | Evento     | Corda        | Bola         | Maçãs        | Fita         | Total        | Rank         | Corda           | Bola            | Maçãs           | Fita            | Total           | Rank            |
| ---------------- | ---------- | ------------ | ------------ | ------------ | ------------ | ------------ | ------------ | --------------- | --------------- | --------------- | --------------- | --------------- | --------------- |
| Shannon Gardiner | Individual | 11.350       | 11.400       | 11.750       | 11.150       | 45.650       | 15           | Não foi apurada | Não foi apurada | Não foi apurada | Não foi apurada | Não foi apurada | Não foi apurada |

## Hipismo
A África do Sul qualificou uma cavaleira.
| Atleta                                                                                     | Cavalo                                     | Evento                    | 1ª Ronda     | 1ª Ronda | 2ª Ronda     | 2ª Ronda | 2ª Ronda | Total        | Total  |
| Atleta                                                                                     | Cavalo                                     | Evento                    | Penalizações | Class.   | Penalizações | Total    | Class.   | Penalizações | Class. |
| ------------------------------------------------------------------------------------------ | ------------------------------------------ | ------------------------- | ------------ | -------- | ------------ | -------- | -------- | ------------ | ------ |
| Alexa Stais                                                                                | Dominand                                   | Saltos - prova individual | 16           | 26       | 8            | 24       | 12       | 24           | 21     |
| África EGY Mohamed Hayab MAR Lilia Maamar SEN Maeva Boyer RSA Alexa Stais ZIM Sophie Teede | White Lady Figaro Cornetta Dominand Carsar | Saltos - prova de grupos  | 12           | 4        | 4            | 16       | 4        | 16           | 4      |

## Hóquei sobre a grama
A África do Sul qualificou uma equipa masculina e outra feminina de acordo com os resultados no Torneio de Qualificação Africano.

### Torneio masculino
Equipa
- Jacques Bleeker
- Ryan Crowe
- Tyson Dlungwana
- Tevin Kok
- Matthew Martins
- Nqobile Ntuli
- Luke Schooling
- Garth Turner
- Cody van Wyk

Fase de grupos
Quartos-de-final
Meias-finais
Jogo da medalha de Bronze

### Torneio feminino
Equipa
- Natalie Esteves
- Demi Harmse
- Chrissie Haupt
- Marizen Marais
- Kaydee Miller
- Kristen Paton
- Cheneal Raubenheimer
- Simone Strydom
- Buhle Zondi

Fase de grupos
Quartos-de-final
Jogo para apuramento de 5º ao 8º lugar
Jogo de apuramento do 7º lugar

## Judô
A África do Sul qualificou um atleta, graças aos resultados obtidos nos Mundiais de Judô de Cadetes de 2013.
Individual
| Atleta        | Evento          | Oitavos-de-final        | Quartos-de-final        | Meias-finais            | Rep 1                   | Rep 2                   | Final / BM                | Class. |
| Atleta        | Evento          | Adversária Resultadoado | Adversária Resultadoado | Adversária Resultadoado | Adversária Resultadoado | Adversária Resultadoado | Adversária Resultadoado   | Class. |
| ------------- | --------------- | ----------------------- | ----------------------- | ----------------------- | ----------------------- | ----------------------- | ------------------------- | ------ |
| Unelle Snyman | Raparigas -78kg | —                       | BEL Berger W 010-0001   | CRO Matic L 000-100     | —                       | —                       | ESP Rodriguez L 0002-0001 | 5      |

Equipas
| Atletas | Evento       | Oitavos-de-final         | Quartos-de-final         | Meias-finais             | Final                    | Class. |
| Atletas | Evento       | Adversários Resultadoado | Adversários Resultadoado | Adversários Resultadoado | Adversários Resultadoado | Class. |
| --- | ------------ | ------------------------ | ------------------------ | ------------------------ | ------------------------ | ------ |
| Equipa Van De Walle PUR Paola Acevedo AZE Leyla Aliyeva ZAM Nokutula Banda COL Marco Montoya CUB Ivan Silva Morales RSA Unelle Snyman BIH Peta Zadro | Evento misto | N/A                      | Equipa Geesink L 3–4     | Não foram apurados       | Não foram apurados       | 5      |

## Lutas
A África do Sul qualificou três atletas, no seguimento dos resultados que obteve nos Campeonatos Africanos de Cadetes de 2014.
Legenda:
- KO - Vitória por Nocaute.
- PP - Decisão por Pontos - Perdedor com pontos técnicos.
- PO - Decisão por Pontos - Perdedor sem pontos técnicos.

Rapazes
| Atleta        | Evento          | Fase de grupos       | Fase de grupos       | Fase de grupos       | Fase de grupos | Final / RM                            | Class. |
| Atleta        | Evento          | Adversário Resultado | Adversário Resultado | Adversário Resultado | Class.         | Adversário Resultado                  | Class. |
| ------------- | --------------- | -------------------- | -------------------- | -------------------- | -------------- | ------------------------------------- | ------ |
| Reynardt Louw | Luta livre 54kg | YEM Al-Shebami L 1–3 | USA Fix L 0–4        | MKD Sejfulau W 4–0   | 3              | Combate 5º lugar RUS Guvazhokov L 1–4 | 6      |
| Elbert Steyn  | Luta livre 63kg | PLW Dydasco W 4–0    | AZE Mammadov L 0–4   | GEO Julakidze L 0–3  | 3              | Combate 5º lugar CAN Moore W 4–0      | 5      |

Raparigas
| Atleta       | Evento          | Fase de grupos       | Fase de grupos       | Fase de grupos       | Fase de grupos | Final / RM                      | Class. |
| Atleta       | Evento          | Adversária Resultado | Adversária Resultado | Adversária Resultado | Class.         | Adversária Resultado            | Class. |
| ------------ | --------------- | -------------------- | -------------------- | -------------------- | -------------- | ------------------------------- | ------ |
| Leanco Stans | Luta livre 60kg | COL Parra L 0–3      | GUM Aquino W 4–1     | CHN Pei L 0–4        | 3              | Combate 5º lugar IND Mane L 0–3 | 6      |

## Natação
A África do Sul qualificou oito nadadores.
Rapazes
| Nadadores                                                 | Evento                      | Manga   | Manga  | Meia-final      | Meia-final      | Final           | Final           |
| Nadadores                                                 | Evento                      | Tempo   | Class. | Tempo           | Class.          | Tempo           | Class.          |
| --------------------------------------------------------- | --------------------------- | ------- | ------ | --------------- | --------------- | --------------- | --------------- |
| Joshua Steyn                                              | 100 m livres                | 52.19   | 27     | Não foi apurado | Não foi apurado | Não foi apurado | Não foi apurado |
| Joshua Steyn                                              | 200 m livres                | 1:50.79 | 5 Q    | —               | —               | 1:50.06         | 5               |
| Joshua Steyn                                              | 50 m mariposa               | 24.87   | 10 Q   | 24.74           | 11              | Não foi apurado | Não foi apurado |
| Joshua Steyn                                              | 100 m mariposay             | 53.74   | 3 Q    | 54.25           | 8 Q             | 53.63           | 4               |
| Brent Szurdoki                                            | 200 m livres                | 1:52.59 | 18     | —               | —               | Não foi apurado | Não foi apurado |
| Brent Szurdoki                                            | 400 m livres                | 3:56.84 | 14     | —               | —               | Não foi apurado | Não foi apurado |
| Brent Szurdoki                                            | 800 m livres                | —       | —      | —               | —               | 8:15.51         | 14              |
| Christopher Reid                                          | 50 m costas                 | 26.71   | 14 Q   | 26.75           | 16              | Não foi apurado | Não foi apurado |
| Christopher Reid                                          | 100 m costas                | 56.25   | 7 Q    | 55.55           | 9               | Não foi apurado | Não foi apurado |
| Christopher Reid                                          | 200 m costas                | 2:00.93 | 3 Q    | —               | —               | 1:59.77         | 5               |
| Christopher Reid                                          | 200 m estilos               | 2:04.19 | 6 Q    | —               | —               | 2:04.43         | 7               |
| Jarred Crous                                              | 50 m bruços                 | 28.66   | 4 Q    | 28.79           | 7 Q             | 28.46           | 4               |
| Jarred Crous                                              | 100 m bruços                | 1:02.53 | 5 Q    | 1:02.30         | 4 Q             | 1:02.17         | 6               |
| Jarred Crous                                              | 200 m bruços                | 2:16.65 | 8 Q    | —               | —               | 2:15.52         | 6               |
| Jarred Crous Christopher Reid Joshua Steyn Brent Szurdoki | Revezamento 4×100 m livres  | 3:29.24 | 7 Q    | —               | —               | 3:28.86         | 8               |
| Jarred Crous Christopher Reid Joshua Steyn Brent Szurdoki | Revezamento 4×100 m estilos | 3:45.97 | 3 Q    | —               | —               | 3:42.39         | 4               |

Raparigas
| Atleta                                                              | Evento                      | Manga   | Manga  | Meia-final      | Meia-final      | Final           | Final           |
| Atleta                                                              | Evento                      | Tempo   | Class. | Tempo           | Class.          | Tempo           | Class.          |
| ------------------------------------------------------------------- | --------------------------- | ------- | ------ | --------------- | --------------- | --------------- | --------------- |
| Marlies Ross                                                        | 100 m livres                | 57.30   | 17     | Não foi apurada | Não foi apurada | Não foi apurada | Não foi apurada |
| Marlies Ross                                                        | 200 m livres                | 2:03.73 | 19     | —               | —               | Não foi apurada | Não foi apurada |
| Marlies Ross                                                        | 200 m estilos               | 2:15.45 | 2 Q    | —               | —               | 2:15.25         | 7               |
| Michelle Weber                                                      | 400 m livres                | 4:26.87 | 23     | —               | —               | Não foi apurada | Não foi apurada |
| Michelle Weber                                                      | 800 m livres                | —       | —      | —               | —               | 9:00.16         | 16              |
| Nathania van Niekerk                                                | 100 m costas                | 1:03.94 | 18     | Não foi apurada | Não foi apurada | Não foi apurada | Não foi apurada |
| Nathania van Niekerk                                                | 200 m costas                | 2:17.02 | 11     | —               | —               | Não foi apurada | Não foi apurada |
| Justine MacFarlane                                                  | 50 m bruços                 | 32.85   | 18     | Não foi apurada | Não foi apurada | Não foi apurada | Não foi apurada |
| Justine MacFarlane                                                  | 100 m bruços                | 1:11.37 | 14 Q   | 1:10.55         | 12              | Não foi apurada | Não foi apurada |
| Justine MacFarlane                                                  | 200 m bruços                | 2:33.14 | 8 Q    | —               | —               | 2:32.57         | 7               |
| Justine MacFarlane Marlies Ross Nathania van Niekerk Michelle Weber | Revezamento 4×100 m livres  | 3:59.05 | 10     | —               | —               | Não foi apurada | Não foi apurada |
| Justine MacFarlane Marlies Ross Nathania van Niekerk Michelle Weber | Revezamento 4×100 m estilos | 4:15.13 | 6 Q    | —               | —               | 4:15.44         | 7               |

Equipas mistas
| Atleta                                                          | Evento                      | Manga   | Manga  | Final              | Final              |
| Atleta                                                          | Evento                      | Tempo   | Class. | Tempo              | Class.             |
| --------------------------------------------------------------- | --------------------------- | ------- | ------ | ------------------ | ------------------ |
| Christopher Reid Marlies Ross Joshua Steyn Nathania van Niekerk | Revezamento 4×100 m livres  | 3:40.81 | 12     | Não foram apurados | Não foram apurados |
| Jarred Crous Marlies Ross Joshua Steyn Nathania van Niekerk     | Revezamento 4×100 m estilos | 3:57.44 | 4 Q    | 3:54.86            | 5                  |

## Ténis
A África do Sul qualificou um atleta, com base nos Rankings Mundiais de Juniores da ITF a 9 de Junho de 2014.
Simples
| Atleta       | Evento        | 16avos-de-final        | Oitavos-de-final         | Quartos-de-final     | Meias-finais         | Final / BM           | Class. |
| Atleta       | Evento        | Adversário Resultado   | Adversário Resultado     | Adversário Resultado | Adversário Resultado | Adversário Resultado | Class. |
| ------------ | ------------- | ---------------------- | ------------------------ | -------------------- | -------------------- | -------------------- | ------ |
| Lloyd Harris | Boys' Singles | USA Rybakov W 7–6, 6–4 | POL Majchrzak L 2–6, 0–6 | Não foi apurado      | Não foi apurado      | Não foi apurado      | 9      |

Pares
| Athletes                                 | Event            | 16avos-de-final                   | Oitavos-de-final                             | Quartos-de-final      | Meias-finais          | Final / BM            | Class. |
| Athletes                                 | Event            | Adversários Resultado             | Adversários Resultado                        | Adversários Resultado | Adversários Resultado | Adversários Resultado | Class. |
| ---------------------------------------- | ---------------- | --------------------------------- | -------------------------------------------- | --------------------- | --------------------- | --------------------- | ------ |
| RSA Lloyd Harris BDI Guy Orly Iradukunda | Pares masculinos | —                                 | POL Majchrzak POL Zielinski L 1–6, 4–6       | Não foram apurados    | Não foram apurados    | Não foram apurados    | 9      |
| EGY Sandra Samir RSA Lloyd Harris        | Pares mistos     | UKR Kalinina MNE Rogan W 6–2, 6–4 | PAR Giangreco BRA Zormann L 7–5, 3–6, [5–10] | Não foram apurados    | Não foram apurados    | Não foram apurados    | 9      |

## Tiro
A África do Sul qualificou um atirador com base nos resultados que teve nos Campeonatos Africanos de Tiro de 2014.
Individual
| Atleta          | Evento                        | Qualificação | Qualificação | Final           | Final           |
| Atleta          | Evento                        | Pontos       | Class.       | Pontos          | Class.          |
| --------------- | ----------------------------- | ------------ | ------------ | --------------- | --------------- |
| Sybrand Laurens | Carabina de ar 10 m masculino | 602.6        | 16           | Não foi apurado | Não foi apurado |

Equipas
| Atletas                             | Evento                             | Qualificação | Qualificação | Oitavos-de-final            | Quartos-de-final                    | Meias-finais             | Final / BM               | Class. |
| Atletas                             | Evento                             | Pontos       | Class.       | Adversários Resultadoado    | Adversários Resultadoado            | Adversários Resultadoado | Adversários Resultadoado | Class. |
| ----------------------------------- | ---------------------------------- | ------------ | ------------ | --------------------------- | ----------------------------------- | ------------------------ | ------------------------ | ------ |
| CRO Ivana Babic RSA Sybrand Laurens | Carabina de ar 10 m Equipas mistas | 811.9        | 14 Q         | MEX Borgo INA Alvian W 10–6 | SMR Riccardi SRB Milovanovic L 6–10 | Não foram apurados       | Não foram apurados       | 5      |

## Triatlo
A África do Sul qualificou dois atletas, com base nos seus resultados na Qualificação Africana para as Olimpíadas da Juventude de 2014.
Individual
| Atleta            | Evento    | Natação (750m) | Transição 1 | Ciclismo (20 km) | Transição 2 | Atletismo (5 km) | Tempo total | Class. |
| ----------------- | --------- | -------------- | ----------- | ---------------- | ----------- | ---------------- | ----------- | ------ |
| Nathan le Roux    | Masculino | 10:32          | 0:44        | 31:00            | 0:25        | 18:50            | 1:01:31     | 27     |
| Jayme-Sue Vermaas | Feminino  | 10:31          | 0:45        | 33:24            | 0:25        | 19:34            | 1:04:39     | 18     |

Revezamento
| Atleta                                                                             | Evento      | Tempos totais por atleta (Natação 250m, Ciclismo 6.6 km, Atletismo 1.8 km) | Tempo total do grupo | Class. |
| ---------------------------------------------------------------------------------- | ----------- | -------------------------------------------------------------------------- | -------------------- | ------ |
| África 1 EGY Rehab Hamdy EGY Khaled Essam RSA Jayme-Sue Vermaas RSA Nathan Le Roux | Mixed Relay | 25:13 22:25 23:47 21:05                                                    | 1:32:30              | 14     |

## Vela
A África do Sul qualificou duas embarcações, depois dos resultados que teve na Qualificação Continental Africana de Byte Cll.
| Atleta          | Evento             | Corrida | Corrida | Corrida | Corrida | Corrida | Corrida | Corrida | Corrida | Corrida | Corrida | Corrida | Pontos | Class. final |
| Atleta          | Evento             | 1       | 2       | 3       | 4       | 5       | 6       | 7       | 8       | 9       | 10      | M*      | Pontos | Class. final |
| --------------- | ------------------ | ------- | ------- | ------- | ------- | ------- | ------- | ------- | ------- | ------- | ------- | ------- | ------ | ------------ |
| Calvin Gibbs    | Byte CIl Rapazes   | 15      | 20      | 15      | 23      | 16      | 25      | 22      | CAN     | CAN     | CAN     | 26      | 137    | 25           |
| Megan Robertson | Byte CIl Raparigas | 25      | 20      | 30      | 30      | 28      | 28      | 25      | CAN     | CAN     | CAN     | 22      | 178    | 30           |

Legenda
| Recorde mundial      | Recorde mundial (World record)               |                       | Recorde africano                      | Recorde africano (African) |                                           | Q | Classificado por posição (Qualified) |
| Recorde olímpico     | Recorde olímpico (Olympic record)            | Recorde da América    | Recorde da América (Americas)         | q                          | Classificado por melhor tempo (Qualified) |   |                                      |
| Melhor marca do ano  | Melhor marca do ano (World leading)          | Recorde asiático      | Recorde asiático (Asian)              | DNS                        | Não largou (Did not start)                |   |                                      |
| Recorde nacional     | Recorde nacional (National record)           | Recorde europeu       | Recorde europeu (European)            | DNF                        | Não terminou (Did not finish)             |   |                                      |
| Recorde pessoal      | Recorde pessoal do atleta (Personal best)    | Recorde da Oceania    | Recorde da Oceania (Oceania)          | DSQ / DQ                   | Desclassificado (Disqualified)            |   |                                      |
| Recorde da temporada | Recorde da temporada do atleta (Season best) | Recorde sul-americano | Recorde sul-americano (South America) | NM                         | Sem marca (No mark)                       |   |                                      |